# Lekkoatletyka na Letnich Igrzyskach Olimpijskich 2020 – pchnięcie kulą mężczyzn
Pchnięcie kulą mężczyzn – jedna z konkurencji lekkoatletycznych rozgrywanych podczas igrzysk olimpijskich w Tokio.
Obrońcą tytułu mistrzowskiego z 2016 roku był Amerykanin Ryan Crouser.
W zawodach wzięło udział 31 zawodników.

## Terminarz
Wszystkie godziny podane są w czasie japońskim (UTC+09:00) oraz polskim (CEST).
| Data             | Godzina rozpoczęcia | Godzina rozpoczęcia |                      |
| Data             | UTC+09:00           | CEST                |                      |
| ---------------- | ------------------- | ------------------- | -------------------- |
| 03 sierpnia 2021 | 19:15               | 12:15               | Eliminacje – grupa A |
| 03 sierpnia 2021 | 20:40               | 13:40               | Eliminacje – grupa B |
| 05 sierpnia 2021 | 11:05               | 04:05               | Finał                |

## Rekordy
Tabela uwzględnia rekordy uzyskane przed rozpoczęciem rywalizacji.
|                   | Zawodnik     | Wynik | Miejsce        | Data             |
| ----------------- | ------------ | ----- | -------------- | ---------------- |
| Rekord świata     | Ryan Crouser | 23,37 | Eugene         | 18 stycznia 2021 |
| Rekord olimpijski | Ryan Crouser | 22,52 | Rio de Janeiro | 18 sierpnia 2016 |
| Listy światowe    | Ryan Crouser | 23,37 | Eugene         | 18 stycznia 2021 |

### Eliminacje
Zawodnicy rywalizowali w dwóch grupach: A i B. Minimum kwalifikacyjne wynosiło 21,20 m.
| Poz. | Grupa | Zawodnik               | Reprezentacja        | #1    | #2    | #3    | Rezultat | Uwagi |
| ---- | ----- | ---------------------- | -------------------- | ----- | ----- | ----- | -------- | ----- |
| 1.   | B     | Ryan Crouser           | Stany Zjednoczone    | 22,05 | –     | –     | 22,05    | Q     |
| 2.   | A     | Tomas Walsh            | Nowa Zelandia        | x     | 20,38 | 21,49 | 21,49    | Q     |
| 3.   | B     | Mesud Pezer            | Bośnia i Hercegowina | 20,41 | 21,33 | –     | 21,33    | Q,    |
| 4.   | A     | Darlan Romani          | Brazylia             | 21,00 | 21,31 | -     | 21,31    | Q     |
| 5.   | B     | Zane Weir              | Włochy               | 20,84 | 21,25 | –     | 21,25    | Q     |
| 6.   | A     | Mostafa Amr Hassan     | Egipt                | x     | 20,65 | 21,23 | 21,23    | Q     |
| 7.   | B     | Chukwuebuka Enekwechi  | Nigeria              | 20,53 | 21,16 | 20,95 | 21,16    | q     |
| 8.   | B     | Kyle Blignaut          | Południowa Afryka    | 20,30 | 20,97 | 20,56 | 20,97    | q     |
| 9.   | B     | Jacko Gill             | Nowa Zelandia        | 20,65 | 20,52 | 20,96 | 20,96    | q     |
| 10.  | A     | Armin Sinančević       | Serbia               | 20,50 | 20,96 | x     | 20,96    | q     |
| 11.  | A     | Joe Kovacs             | Stany Zjednoczone    | 20,81 | 20,93 | 20,81 | 20,93    | q     |
| 12.  | A     | Payton Otterdahl       | Stany Zjednoczone    | 19,56 | 20,28 | 20,90 | 20,90    | q     |
| 13.  | B     | Michał Haratyk         | Polska               | 20,58 | 20,86 | 20,72 | 20,86    |       |
| 14.  | B     | Leonardo Fabbri        | Włochy               | 19,42 | 20,80 | x     | 20,80    |       |
| 15.  | B     | Filip Mihaljević       | Chorwacja            | x     | 20,09 | 20,67 | 20,67    |       |
| 16.  | A     | Francisco Belo         | Portugalia           | x     | 20,58 | 20,24 | 20,58    |       |
| 17.  | A     | Tomáš Staněk           | Czechy               | 20,23 | 20,47 | 19,78 | 20,47    |       |
| 18.  | B     | Scott Lincoln          | Wielka Brytania      | 20,42 | 19,60 | x     | 20,42    |       |
| 19.  | A     | Jason van Rooyen       | Południowa Afryka    | 18,92 | 20,06 | 20,29 | 20,29    |       |
| 20.  | A     | Nick Ponzio            | Włochy               | x     | 20,28 | x     | 20,28    |       |
| 21.  | B     | Bob Bertemes           | Luksemburg           | 20,14 | x     | 20,16 | 20,16    |       |
| 22.  | A     | Abdelrahman Mahmoud    | Bahrajn              | 18,95 | 20,14 | 19,93 | 20,14    |       |
| 23.  | A     | Konrad Bukowiecki      | Polska               | 20,01 | x     | 19,44 | 20,01    |       |
| 24.  | A     | Tajinderpal Singh Toor | Indie                | 19,99 | x     | x     | 19,99    |       |
| 25.  | B     | Mohamed Magdi Hamza    | Egipt                | 19,33 | x     | 19,82 | 19,82    |       |
| 26.  | A     | Andrei Toader          | Rumunia              | 19,81 | x     | 19,41 | 19,81    |       |
| 27.  | A     | Giorgi Mujaridze       | Gruzja               | 18,71 | 19,76 | 19,55 | 19,76    |       |
| 28.  | B     | Wictor Petersson       | Szwecja              | 19,64 | x     | 19,73 | 19,73    |       |
| 29.  | B     | Asmir Kolašinac        | Serbia               | x     | 19,68 | x     | 19,68    |       |
| 30.  | B     | Ihor Musiyenko         | Ukraina              | 19,07 | 19,42 | 19,56 | 19,56    |       |
| 31.  | A     | Tim Nedow              | Kanada               | x     | 19,27 | 19,42 | 19,42    |       |

### Finał
| Pozycja | Zawodnik              | Reprezentacja        | 1     | 2     | 3     | 4     | 5     | 6     | Rezultat | Uwagi |
| ------- | --------------------- | -------------------- | ----- | ----- | ----- | ----- | ----- | ----- | -------- | ----- |
|         | Ryan Crouser          | Stany Zjednoczone    | 22,83 | 22,93 | 22,86 | 22,74 | 22,54 | 23,30 | 23,30    | OR    |
|         | Joe Kovacs            | Stany Zjednoczone    | 22,19 | 20,95 | 21,95 | 22,65 | 22,29 | 22,60 | 22,65    |       |
|         | Tomas Walsh           | Nowa Zelandia        | 21.09 | 22,17 | x     | 21,37 | 22,18 | 22,47 | 22,47    |       |
| 4.      | Darlan Romani         | Brazylia             | 21,88 | 21,22 | 20,96 | x     | x     | 20,70 | 21,88    |       |
| 5.      | Zane Weir             | Włochy               | 20,85 | 20,25 | 20,68 | 21,40 | 21,41 | x     | 21,41    | PB    |
| 6.      | Kyle Blignaut         | Południowa Afryka    | 20,29 | x     | 21,00 | 20,96 | 20,46 | x     | 21,00    |       |
| 7.      | Armin Sinančević      | Serbia               | 20,89 | x     | x     | 20,44 | x     | x     | 20,89    |       |
| 8.      | Mostafa Amr Hassan    | Egipt                | 20,51 | 20,73 | x     | x     | 20,63 | 20,73 | 20,73    |       |
| 9.      | Jacko Gill            | Nowa Zelandia        | x     | 20,71 | x     |       |       |       | 20,71    |       |
| 10.     | Payton Otterdahl      | Stany Zjednoczone    | 20,32 | x     | x     |       |       |       | 20,32    |       |
| 11.     | Mesud Pezer           | Bośnia i Hercegowina | x     | x     | 20,08 |       |       |       | 20,08    |       |
| 12.     | Chukwuebuka Enekwechi | Nigeria              | x     | 18.87 | 19,74 |       |       |       | 19,74    |       |